# Morochata (gemeente)
Morochata is een gemeente (municipio) in de Boliviaanse provincie Ayopaya in het departement Cochabamba. De gemeente telt naar schatting 13.056 inwoners (2018). De hoofdplaats is Morochata.